# Památník Lotyšských střelců
Památník Lotyšských střelců nebo pomník Lotyšských střelců, lotyšsky Sarkano strēlnieku piemineklis a rusky памятник Латышским стрелкам, je sousoší na naměstí Lotyšských střelců (Latviešu strēlnieku laukums), na pravém břehu řeky Daugava. Nachází se ve čtvrti Vecrīga (Stará Riga) v Centrálním obvodu hlavního města Riga v Lotyšsku.

## Galerie

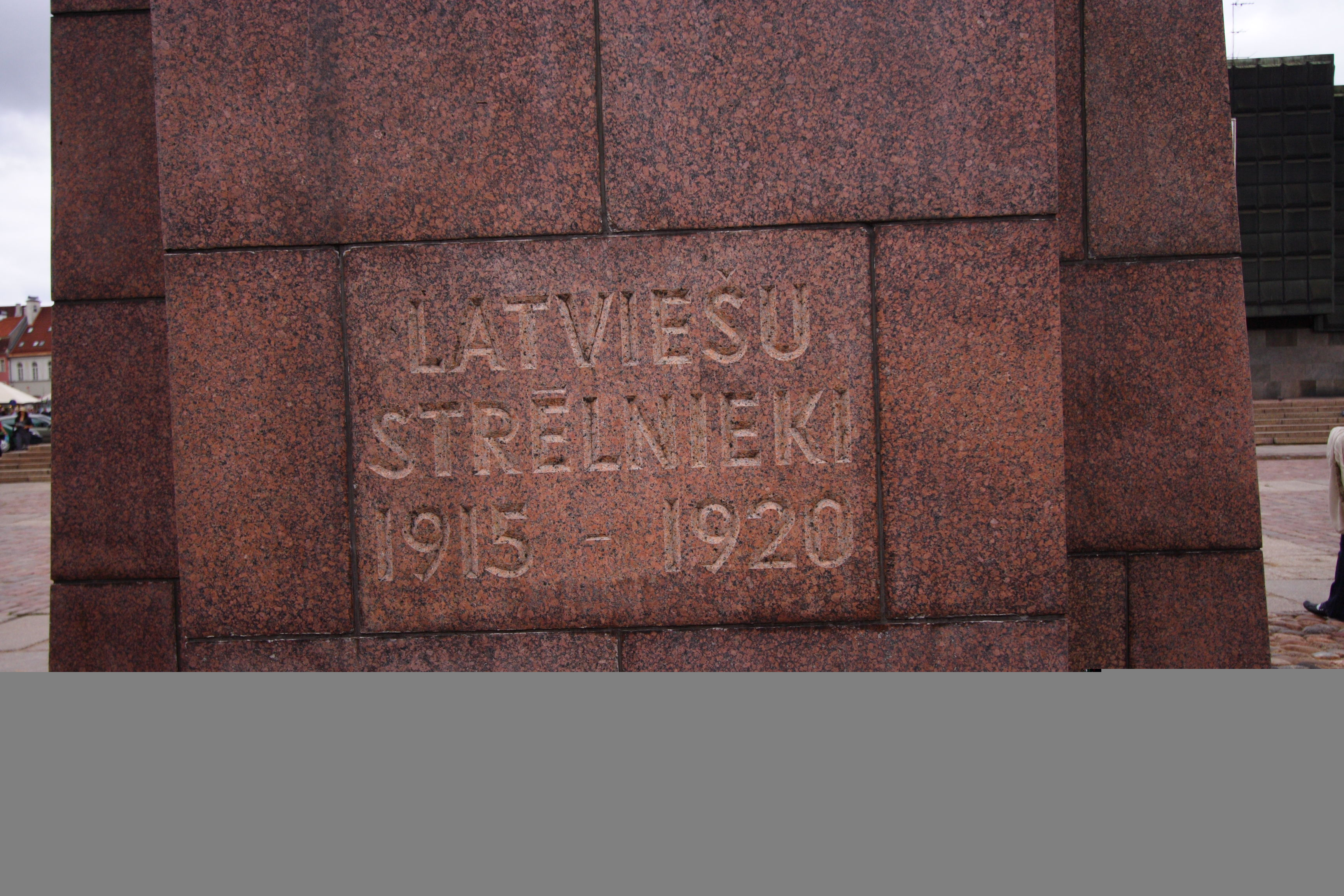

## Historie a popis
Památník Lotyšských střelců je socha vytvořená z růžové/červené ukrajinské žuly, má výšku 13 m. Dílo vytvořil lotyšský sochař Valdis Albergas (1922–1984) v roce 1971. Sousoší, umístěné na podstavci ve tvaru kvádru, představuje tři stojící vojáky otočené zády k sobě a oblečené v dobových dlouhých vojenských kabátech a čepicích – Lotyšské střelce. Lotyšští střelci byli známou vojenskou jednotkou v letech 1915–1920. Bojovali na straně carského Ruského impéria, bolševiků a mnozí pak i za samostatnost Lotyšska. Jednu dobu byli také Leninovou osobní stráží. Dílo, které bylo využíváno také jako sovětská propaganda, získalo v roce 1972 Státní cenu SSSR. Renovace památníku proběhla v roce 2006. Památník je celoročně volně přístupný.

### Nápis na památníku
| „ | LATVIEŠU STRĒLNIEKI 1915-1920 | LOTYŠŠTÍ STŘELCI 1915–1920 | “ |